# Joseph Aussel
Pour les articles homonymes, voir Aussel.
Joseph Aussel, né le 29 janvier 1911 à Saint-André-de-Sangonis et décédé le 21 mai 2003 à Montpellier, est un avocat et homme politique français.

## Biographie
Après des études en droit menées à Montpellier, Joseph Aussel exerce d'abord comme clerc de notaire, puis, à partir de 1938, comme avocat.
Mobilisé en 1939, il est officier dans les chasseurs alpins et décoré de la croix de guerre.
Membre du Mouvement Républicain Populaire, il est élu conseiller municipal et maire-adjoint de Montpellier en 1945. En octobre de cette même année, il est élu député de l'Hérault, sur la liste du MRP.
En 1946, il n'est pas réélu député, ni à la seconde assemblée constituante, ni à l'assemblée nationale.  Il entre au Conseil de la République après les élections de décembre 1946, et siège au groupe du MRP.
L'année suivante, il est élu conseiller municipal de Saint-André de Sangonis, où il possède et exploite un petit domaine viticole. En 1953, il en est élu maire.
En 1948, il n'est pas réélu au Conseil de la République. Il tente par la suite à plusieurs reprises de retrouver un mandat national, mais en vain.
Ayant repris sa carrière d'avocat, il est cependant élu conseiller général de l'Hérault, dans le canton de Montpellier II, en 1949, mais n'est pas réélu en 1955.
La carrière politique de Joseph Aussel s'arrête au début des années 1960.

## Détail des fonctions et des mandats
Mandat parlementaire
- 8 décembre 1946 - 7 novembre 1948 : Conseiller de la République de l'Hérault

Autre mandat
- Conseiller général de l'Hérault de 1949 à 1955
- Maire de Saint-André de Sangonis à partir de 1953[1]